# Релігія в Харкові
У Харкові представлена більшість світових релігій.

## Синкретичні навчання

### Караїмізм

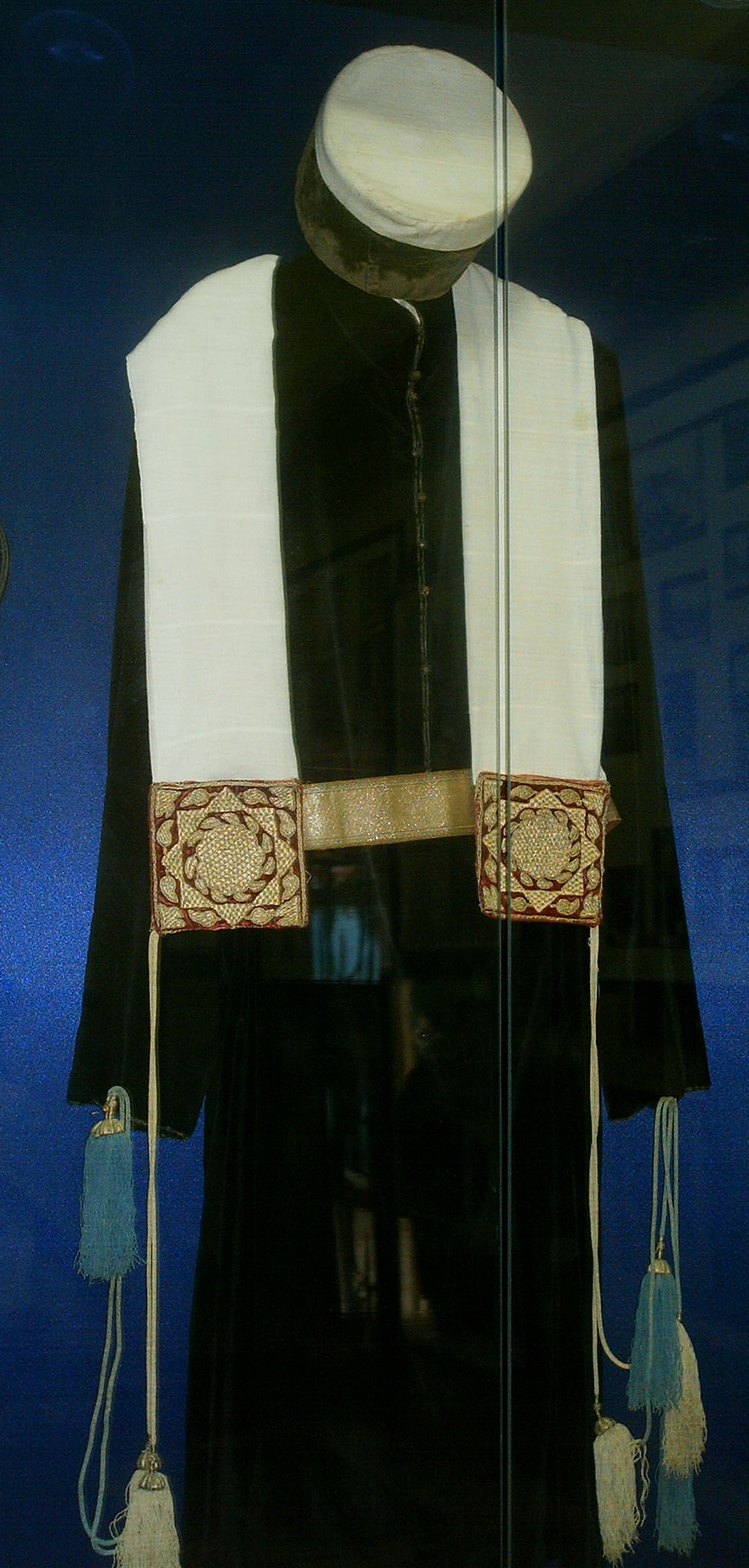
Одягання караїмського священнослужителя-Газзана

Караїми оселилися в Харкові в 40-х роках XIX століття. Сюди караїмів привабила торгівля і промисловість, яка стрімко розвивалася — саме караїми стали піонерами харківської тютюнової промисловості. На перших порах в місті налічувалося близько 10 сімей караїмів, а в 1871 році в Харкові жили вже 40 караїмських сімей — 205 осіб. Чисельність харківських караїмів до революції то зростала, то падала: 1877 рік — 525 чоловік, 1897 — 207 осіб; в 1901 році караїми становили 0,2% від загального населення міста.

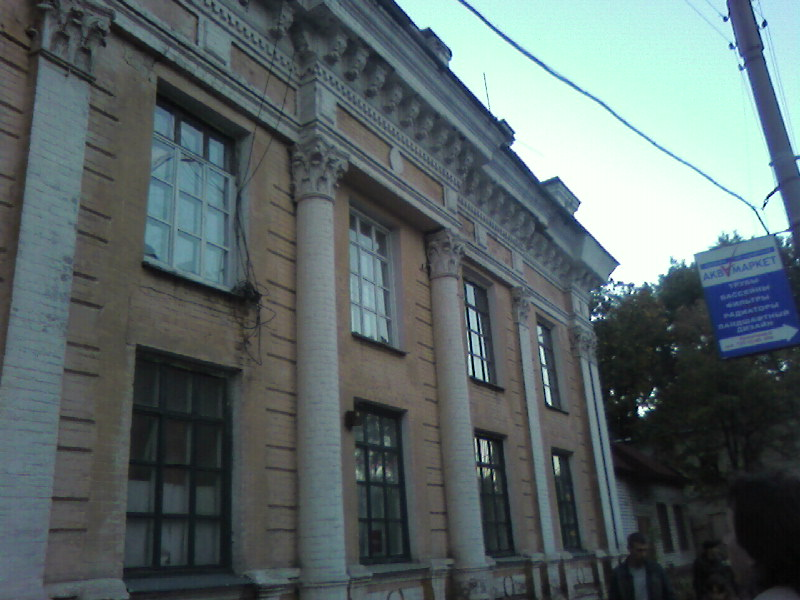
Харківська кенаса

Караїмська кенаса з'являється в 1853 р., а в 1893 р. за проектом архітектора Бориса Покровського на вулиці Ковальській, 24 зводиться будівля кенаси, яка збереглася до наших днів.
На Холодній горі на ділянці, яку придбала громада, розташувалося караїмське кладовище. До нього від Катеринославської вулиці (нинішнього Полтавського Шляху) вів Караїмський провулок.
На початку ХХ ст. на вулиці Гоголя, 3 розмістилося караїмське благодійне товариство, яке очолював С. В. Мангубі. Будівля товариства, також збереглася до наших днів, розташовувалося поруч з католицьким собором і лютеранською кірхою.
У районі Рашкіної дачі колись була вулиця, яка носила ім'я представника відомого караїмського роду — Мангубінська. Прізвище Мангубі походить від назви міста Мангуп-кале в гірському Криму.
За радянської влади караїми, як і інші релігійні громади, піддалися утискам з боку влади. У 1929 р. була розпущена караїмська громада, а в будівлі кенаси влаштували клуб-музей "Войовничий безбожник". У 30-40-х роках було знищено караїмське кладовище, надгробні пам'ятники були розкрадені, на його місці з тих пір знаходиться сквер.
Караїмський провулок був знесений, на його місці сьогодні — лише дворовий проїзд між багатоповерховими будинками. Вулиця Мангубінська радянською владою була перейменована, і нині носить ім'я Сергія Лазо.
Відродження караїмської релігійного та національного життя в Харкові почалося після краху радянського режиму. Було повернуто віруючим будівлю кенаси. Сьогодні караїмська громада Харкова налічує близько 50 людей.